# Accademia Filarmonica di Verona
L'Accademia Filarmonica di Verona, la più antica accademia musicale in Europa, fu fondata nel maggio 1543, in seguito alla fusione di due accademie preesistenti, l'Accademia degli Incatenati e l'Accademia Filarmonica. Nel 1564 un'altra Accademia, detta “alla Vittoria” si unì a quella filarmonica, che ben presto divenne un centro focale della vita culturale veronese e non solo, fu ospite per un periodo in Palazzo e giardino Giusti dove risiedevano i Conti Giusti.
L'Accademia coltivava (e coltiva tuttora) la musica e il canto, e fin dalle origini ebbe una biblioteca e una raccolta di strumenti musicali. Fra i primi compositori stipendiati dall'Accademia, si ricordino Giovanni Nasco e Vincenzo Ruffo.
L'Accademia non aveva in origine una propria sede, solo nel Seicento ottenne dalla città un terreno a fianco dei Portoni della Bra dove fu costruita la sede definitiva. Grazie alla spinta di Scipione Maffei si decise la costruzione del teatro Filarmonico, inaugurato il 6 gennaio 1732, distrutto da un incendio nel 1749 e quindi ricostruito simile all'originale.
Il teatro venne bombardato dagli alleati il 23 febbraio 1945 e venne quindi ricostruito, grazie al progetto dell'architetto Vittorio Filippini.
Dal 1981 l'Accademia organizza il "Settembre dell'Accademia": una rassegna musicale, tenuta annualmente nel mese di settembre, dopo la conclusione del Festival lirico areniano. La manifestazione propone concerti ed eventi musicali, tenuti o nella sala del Teatro Filarmonico o in Sala Maffeiana, con particolare riguardo verso la ricerca e la conservazione della tradizione vista nella luce delle interpretazioni più rilevanti del mondo d'oggi. Per questo vengono invitati a tenere concerti, per lo più di carattere sinfonico, fra le più prestigiose orchestre di tutto il mondo ed interpreti solisti di primo piano del panorama internazionale, nonché italiano. Nel 2013 la rassegna è giunta alla XXII edizione.
Fra gli accademici si contano celebri personaggi della cultura veronese, come lo speziale e poligrafo Francesco Pona, ed artisti (Domenico e Felice Brusasorci ed Alessandro Turchi).